# Associazione internazionale di esperti filatelici

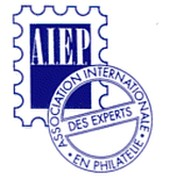
Logo

L'Associazione internazionale di esperti filatelici (Association internationale des experts en philatélie, in acronimo AIEP) è nata il 10 ottobre 1954 a cura di alcuni periti filatelici tra cui gli italiani Giulio Bolaffi e Mario, Alberto ed Enzo Diena. Lo scopo dell'associazione è quello di prevenire le falsificazioni, attraverso lo scambio di informazioni e la cooperazione internazionale tra i periti. Il primo presidente fu Ferdinand Waller, cittadino austriaco.
Attualmente l'AIEP ha 117 membri provenienti da 36 nazioni. Negli ultimi anni è stata seguita una politica di espansione che consente l'iscrizione come affiliati anche alle associazioni nazionali dei periti: lo scopo di questa iniziativa è quello di alzare lo standard delle perizie filateliche.